# Kim Sang-won
Đây là một tên người Triều Tiên, họ là Kim.
Kim Sang-won (tiếng Hàn: 김상원; sinh ngày 20 tháng 2 năm 1992) là một cầu thủ bóng đá Hàn Quốc thi đấu ở vị trí hậu vệ cho Jeju United.

## Sự nghiệp
Anh được lựa chọn bởi Jeju United ở đợt tuyển quân K League 2014.